# Willams Kaliman
General Williams Kaliman Romero (nascido em 1963) é um militar boliviano, ex-comandante em chefe (de 24 de dezembro de 2018 a 13 de novembro de 2019) das Forças Armadas da Bolívia. Em 10 de novembro de 2019, solicitou a renúncia do presidente Evo Morales após uma eleição disputada, no contexto dos protestos e da crise política boliviana. Morales estava buscando um quarto mandato.
Kaliman nasceu no departamento de Chuquisaca. Frequentou o Instituto do Hemisfério Ocidental para a Cooperação em Segurança (WHINSEC), a escola de treinamento militar em Fort Benning, Geórgia, conhecida no passado como Escola das Américas.
Foi nomeado comandante em chefe das Forças Armadas da Bolívia em dezembro de 2018, declarando-se anticolonialista e soldado do processo de mudança. A presidente interina Jeanine Áñez o substituiu pelo general Carlos Orellana logo depois que Morales renunciou e buscou refúgio no México. Ele foi posteriormente colocado em prisão domiciliar em La Paz em 23 de dezembro de 2019. Mais de um ano depois, em 11 de março de 2021, o Ministério Público sob o novo governo de Luis Arce emitiu um mandado de prisão contra ele sob acusações de golpe de Estado contra Morales (o denominado "Caso Golpe de Estado").